# Kaustinen
Kaustinen (Zweeds: Kaustby) is een gemeente in de Finse provincie West-Finland en in de Finse regio Centraal-Österbotten. De gemeente heeft een landoppervlakte van 353,91 km² en telt 4.198 inwoners (2022). Daarvan spreekt 98,1% Fins als moedertaal, tegen 1,9% Zweeds.
Kaustinen is vooral bekend door de muziekschool en het folkmuziekfestival in julielke zomer. H et is een populair festival met vele bands uit de hele wereld en trekt elk jaar tienduizenden mensen.

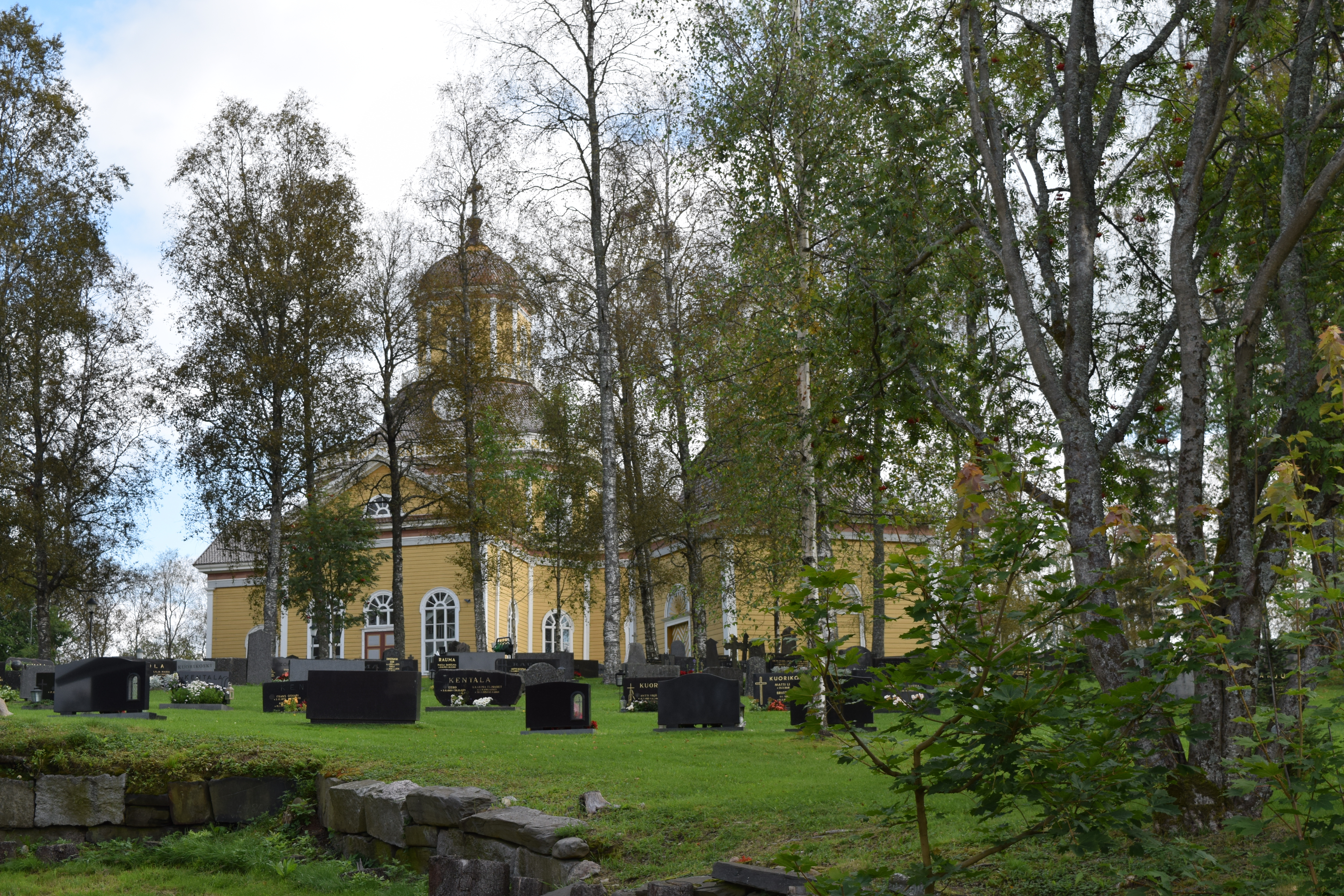
Kerk in Kaustinen van 1777